# Пектораль

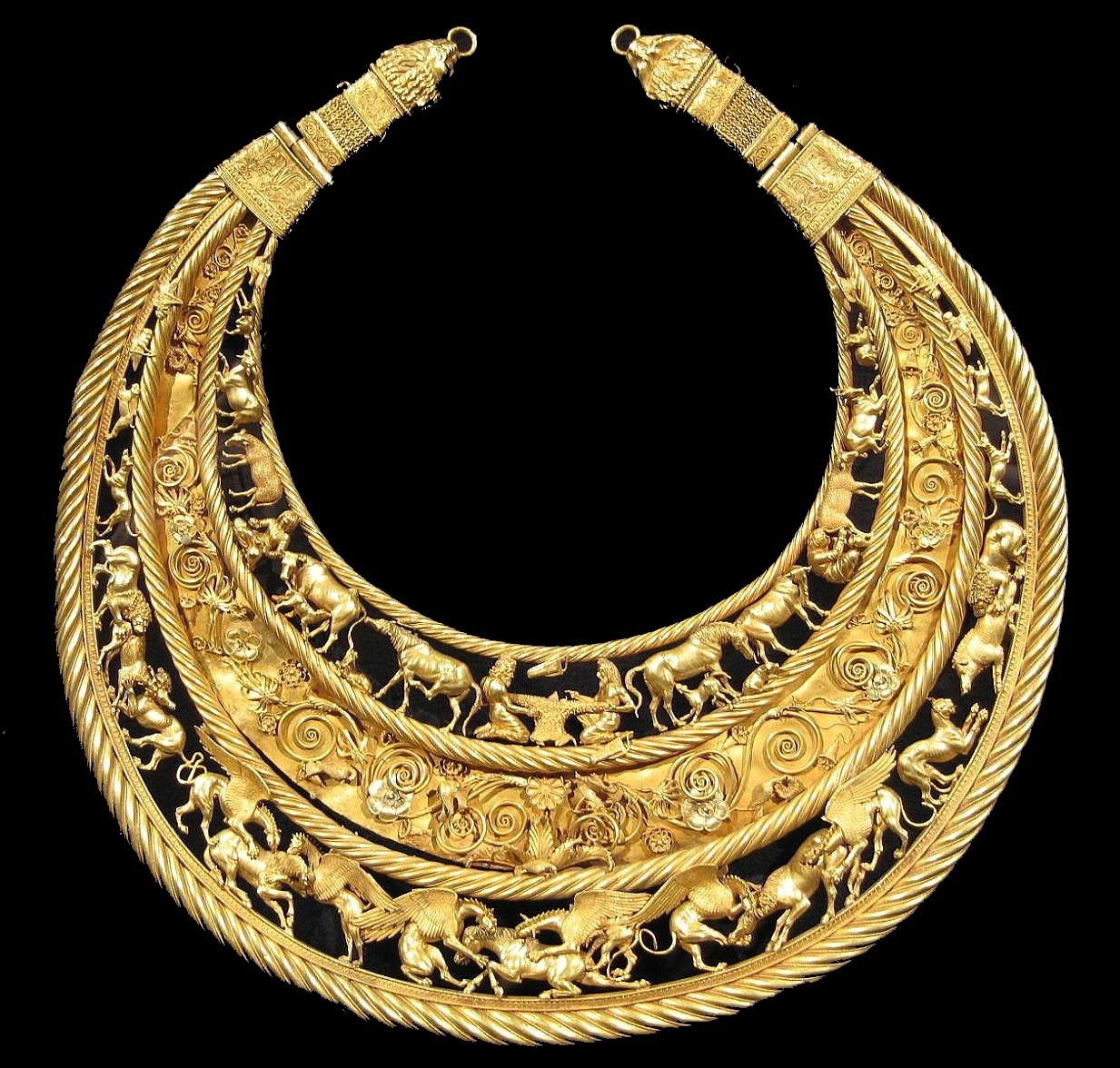
Пектораль из кургана Толстая Могила

Пектора́ль (от лат. pectus «грудь») — нагрудное украшение, могло быть частью защитной амуниции воина. Вероятно, происходит от боевого снаряжения, защищавшего верхнюю часть груди, горло и плечи (см. Горжет).
Ярким примером является золотая пектораль из кургана Толстая Могила (Днепропетровская область) со скульптурными изображениями сцен борьбы животных и сюжетов из жизни скифов, найденная в 1971 году Б. Н. Мозолевским. Скифская пектораль хранится в киевском Музее исторических драгоценностей Украины.